# Schefflera dielsii
Schefflera dielsii är en araliaväxtart som beskrevs av Hermann August Theodor Harms. Schefflera dielsii ingår i släktet Schefflera och familjen araliaväxter. Inga underarter finns listade.